# 秋田園児殺害事件

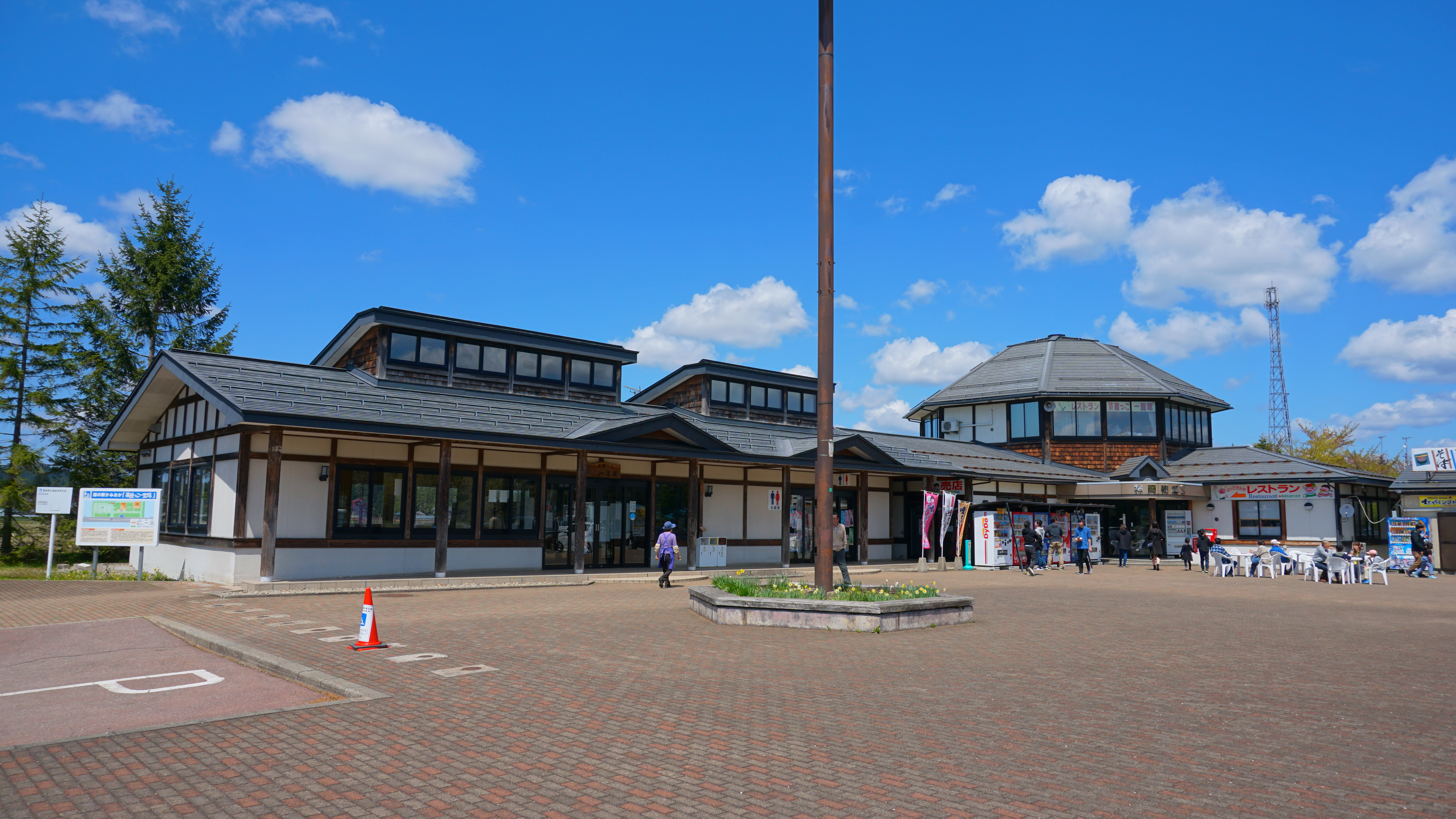
暴行現場とされる道の駅かみおか

秋田園児殺害事件（あきたえんじさつがいじけん）とは、2006年（平成18年）10月23日、秋田県大仙市で男児（当時4歳）が他殺体となって発見された事件。この事件では男児の母親に虐待歴があったにも関わらず児童相談所から関係機関に対する引き継ぎが不十分だったことが指摘された。

## 事件当日
2006年（平成18年）10月23日朝、男児の母親Xが保育園に「秋田市に行っている」と連絡を入れ、男児を休ませた。Xの交際相手で大館高校非常勤技師の男Yも当日は勤務先を休んでいた。同日、3人は車内にいたが、男児がぐずったことにXとYは腹を立て、16時20分ごろに大仙市北楢岡の道の駅かみおかで素手やアルミ製コーヒー缶で男児の頭部・顔を殴打して瀕死の重傷を負わせた。
暴行を受けて男児がぐったりとしてきたため、YはXに「捨ててしまおう」と提案。これを承諾したXは17時15分ごろ、自宅から約400メートル離れた大仙市大曲柳田の用水路に男児を放置して水死させた。
18時15分ごろ、Xの親族が「子どもがいなくなった」と110番通報。19時ごろ、付近を捜索していた住民が用水路でうつぶせに倒れている男児を発見、男児は病院に運ばれたが、間もなく死亡が確認された。

## 捜査
秋田県警は、事件・事故の両面で捜査を開始。下記の状況から「事故ではなく、事件の疑いが強い」として男児と一緒にいた母親を中心に捜査した。
- 頭部にこぶがあった。また、遺体には不自然な皮下出血があった[2]。
- 死因は、窒息死の疑いが強い[2]。
- 用水路の水深は、数センチしかない（浅いため、窒息死するのは不自然）[2]。
- 日没後に男児が、自宅から約400メートル離れた用水路まで歩くのは不自然[2]。

2006年（平成18年）11月13日、秋田県警はX（当時31歳）とY（当時43歳）を殺人容疑で逮捕した。Xは男児を殺害した動機について、男児が「家に帰りたくない」とぐずったため、Yとともに「邪魔だ」「うるさい」などと思って殺害に及んだと供述した。秋田県警はXのカッとなりやすい性格も相まって突発的な犯行に及んだと見て捜査を進めた。
また、男児が暴行を受けてぐったりした時、YがXに対し「（男児を）捨ててしまえ」と指示したことが分かった。さらにYは「暴行がばれないように病院に運ばなかった」として男児を人目に付きにくい場所へ放置するようにXに指示したと供述した。
2006年（平成18年）12月4日、秋田地検はXとYを殺人罪で起訴した。

## 裁判
XとYのいずれも公判前整理手続が行われ、分離公判で審理されることが決まった。手続の結果、Xについては争点が量刑に絞られた。また、Yについては、Yが起訴事実を全面否認する方針を示したため、起訴事実全般について公判で争うことが決まった。
Xの裁判
2007年（平成19年）6月20日、秋田地裁（藤井俊郎裁判長）で初公判が開かれ、起訴事実を全面的に認めた。冒頭陳述で検察側は起訴事実を読み上げた上で「自分の幸せのために子どもの命を犠牲にした犯行だ」と指摘した。一方、弁護側は起訴事実を争わないとした上で、Xが従属的な立場であることや精神的に不安定な状態になりやすい性格などから情状酌量を求めた。
同日の公判でXは、暴行を受けてぐったりした男児を殺害するか病院に連れて行くか迷っていたが、Yから「おれがやったことにしないでけれ。お前のことはおれが面倒見るから。川かどこかへ投げてくるしかない」と懇願されたため、Yの指示通りに動けばYと結婚できると考えて男児の殺害を実行したと供述した。
また、男児の実父が「息子は母親にべったりの無邪気な子だった。母親に助けてもらえると、信じていたに違いありません」と供述した調書が読み上げられると、Xは顔を真っ赤にして涙を流した。
2007年（平成19年）6月27日、論告求刑公判が開かれ、検察側は「子を守るべき母親の立場でありながら、命を奪った責任は重大」として懲役15年を求刑した。弁護側は「Xが男児の殺害を決意したのは『（暴行を）おれがやったことにしないでくれ』と懇願したYの言動が大きな影響を与えている」とした上で従属的な立場だったことや精神的に不安定な点などを考慮して改めて情状酌量を求めた。
最終意見陳述でXは「息子につぐないの気持ちを持って生きていきたいと思います」と述べて結審した。
2007年（平成19年）8月6日、秋田地裁（藤井俊郎裁判長）で判決公判が開かれ「最も信頼していた母親自身の手で短い生涯を終えさせられた男児の無念の思いは言葉で言い尽くせない」として懲役14年の判決を言い渡した。
判決では「本来なら自らの命と引き換えにしてでも守るべきわが子の命と、交際相手との結婚という自分の幸せをはかりにかけ、ついにわが子を救おうとしなかった」と身勝手さを厳しく非難した。しかし、犯行における立場については「男児が失神するほどの強い暴行は、Yによるものと推認される」として従属的立場だったと認定した。
判決言い渡し後、裁判長は「長い服役になりますが、あなたが再生する唯一の道だと信じます」と説諭した。
弁護側は「納得のできる判決だ」と評価し、Xも判決前から「どんな判決が出てもきちんと刑に服し、罪を償いたい」として控訴しない考えを示していたが、8月14日に控訴した。その後、控訴を取り下げたため、懲役14年の判決が確定した。
Yの裁判
2007年（平成19年）10月5日、秋田地裁（藤井俊郎裁判長）で初公判が開かれ「男児に暴行を加えたことは一度もない」と述べて起訴事実を全面否認、無罪を主張した。
冒頭陳述で検察側は、泣き止まない男児に腹を立てたYが暴行し、病院に行って警察沙汰となれば現在の生活や将来の全てを失うと考えてXに男児を捨てるように指示したと述べた。一方、弁護側は車内での暴行とXに対する指示を全面的に否定し、逮捕後の取り調べや秋田簡裁で開かれた勾留理由開示の法廷では恐怖心で真実を語ることができなかったと主張した。
2007年（平成19年）11月16日、弁護側の被告人質問が行われ、Yは捜査段階の自白について「警察に暴行される」との恐怖心から警察の質問に合わせて、「見たり聞いたりしたことのない」という調書に署名したと供述した。
一方、車内の暴行の様子に関する調書の内容について、裁判長が「自ら考えたのか」と質問すると、Yは「はい」と回答した。さらに裁判長が「作り話か？質問に合わせて答えただけか？」と問うとYは「ちょっと思い出します」とはっきりと回答しなかった。
その後、男児に対する暴行に関する調書についてYは「警察官が話したことに『はい』と答えた」と証言したが、裁判長が「でも警察官だけじゃ書けないようなことも書いてある」と指摘すると、Yは「はっきり覚えてません」と曖昧な回答をした。その他、警察からの誘導の内容についても時折口ごもるなど曖昧な証言が目立ち、裁判長から注意される一面もあった。
2007年（平成19年）11月30日、検察側の被告人質問が行われ、検察側が事件翌日にYが携帯電話の待受画面を男児の写真にしていた理由について、Yはそれまで「無用の誤解を招かないため」と証言したが、同日の公判では「思い出しましたが、（事件当日の）夜からお守りにしていた」とそれまでの証言を翻した。
しかし、裁判長から「待ち受けを変えているのは」と聞かれると「無用な誤解を招きたくなかった」と当初の証言を述べた。また、弁護士に事件と無関係と打ち明けたのが起訴日だった理由についてYは「（警察官の）取り調べが終わった開放感から」と述べた。
2007年（平成19年）12月10日、アルミボトル缶を鑑定した医師が出廷し、男児の頭頂部の傷と犯行に使用したアルミボトル缶について「キャップの凹凸のある部分なら矛盾はない」と証言した。
2008年（平成20年）1月29日、論告求刑公判が開かれ、検察側は「殺害を主導した被告の刑責は、実行行為を担った母親よりも一層重い」として懲役18年を求刑した。
論告で検察側は、公判におけるXの証言や捜査段階の自白は矛盾がなく信用できると主張。その上でYが犯行を主導したと主張した。さらに、公判中も犯行の責任をXに押し付けるなど、不合理な弁解を繰り返し反省の情がないことからXよりも刑事責任は重いと結論付けた。
弁護側は男児に対する暴行やXに対して殺害の指示を否定した上で捜査段階の殺害自白について「違法な取り調べで任意性はない」と改めて無罪を主張した。Yも最終意見陳述で「事件には全く関係していない」と改めて無罪を主張して結審した。
2008年（平成20年）3月26日、秋田地裁（藤井俊郎裁判長）で判決公判が開かれ「（共犯者に殺害させた）態様は狡猾で、主導性は明らか」として懲役16年の判決を言い渡した。弁護側は判決を不服として即日控訴した。
2008年（平成20年）11月26日、仙台高裁秋田支部（竹花俊徳裁判長）は「被告の供述は捜査段階では合理的で理解できるが、法廷ではあいまいで、めまぐるしく変わり、信用できない」として一審・秋田地裁の懲役16年の判決を支持、控訴を棄却した。12月9日、判決を不服として上告した。
2009年（平成21年）7月27日、最高裁第三小法廷（田原睦夫裁判長）は上告を棄却する決定を出したため、懲役16年の判決が確定した。

## 問題点
虐待と中央児童相談所
秋田県中央児童相談所が、虐待を把握したのは2004年7月。中央児童相談所は男児を「要保護扱い」にし、同日中に男児を潟上市にあるXの実母の実家に引き取らせ、両者を引き離した。
しかし、その翌日にXは中央児童相談所に相談することなく実家に行き、一緒に暮らし始めていた。このことを中央児童相談所が把握したが、祖父母が同居しているため、虐待の危険は少ないと判断した。
その後、2005年6月には虐待の危険がある状態からは脱したと結論付け、実家のある潟上市福祉事務所に文書で引き継いだ。2005年末には潟上市福祉事務所から「虐待はすでに解消されている」と伝えられたが、母子だけの生活は虐待のリスクが高いということは引き継がれなかった。
中央児童相談所はその後、事件発生まで一度も母子と面談していなかった。
秋田県中央児童相談所は「母子2人の状態が危険ということをしっかり伝えるべきだった」と、対応にミスがあったことを認めている。

## 再発防止に向けて
潟上市福祉事務所から大仙市福祉事務所に引き継ぐ際、以前の虐待について「過去のことで、もう収まっているもの」と認識されており、児童相談所から危険性が十分に伝わっていないことが指摘された。
そのため、秋田県内の児童虐待に対応する各機関では、虐待のケースを関係機関に引き継ぐ際、落とし穴がないように注意事項や要点を記載した表紙を添付することを決めた。また、秋田県は虐待の事例が発生した場合、危険度の評価についてのガイドラインをまとめる方針を固めた。